# Thomas Erastus

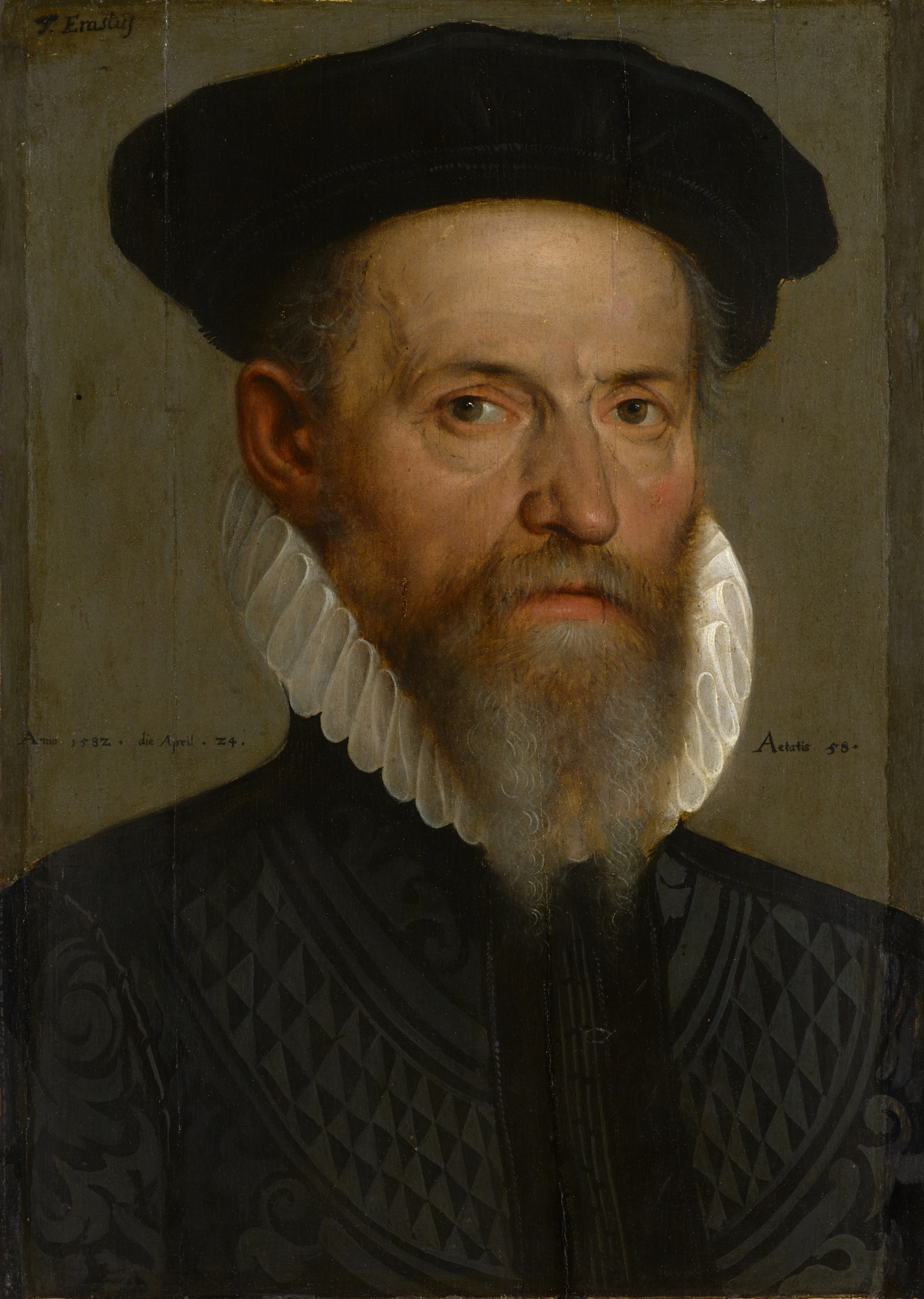

Thomas Erastus (egentligen Lüber), född 7 september 1524 i Baden, död 31 december 1583 i Basel, var en schweizisk läkare och teolog.
Erastus blev 1558 livmedikus hos kurfurst Otto Henrik av Pfalz samt professor i medicin i Heidelberg, 1580 professor i medicin och senare även i moral i Basel. Han var en av de första, som från naturvetenskaplig ståndpunkt protesterade mot astrologin och alkemin (i strid mot Paracelsus och andra), men uppträdde å andra sidan själv till häxprocessernas försvar. Såsom teolog stod han såväl i de teoretiska som de praktisk-kyrkorättsliga frågorna på Huldrych Zwinglis ståndpunkt. Särskilt förde han en häftig strid mot den kalvinska riktningens kyrkotuktsidéer, i vilka han spårade romersk-hierarkiska tendenser. En postumt utgiven skrift av Erastus i detta ämne väckte stort uppseende. Till följd av detta har i Storbritannien den riktning, som fordrar kyrkans underordnande under staten, kallats erastianism.